# مزار العباءة
مزار العباءة أو الخرقة الشريفة (بالبشتوية: خرقه شريفه)‏ وهو مسجد يقع مجاوراً للمسجد الرئيس في قندهار إحدى مدن أفغانستان. يحوي المسجد بداخله عباءةً يُعتقد أن النبيّ محمداً ﷺ كان يرتديها؛ ولذا هناك اعتقادٌ واسع في كون المكان من أقدس المواقع الإسلامية في البلاد، بل يعتبره البعض «قلب أفغانستان».
الجزء الخرجي من المبنى مبنيٌّ من المرمر الأخضر المجلوب من لشكر كاه، وذلك مع السطوح المكسوّة بالآجر والقناطر المذهبة. أما العباءة، فهي محفوظة بعيداً داخل المسجد، كما أنه من النادر أن تُرى. وقد حُرست العباءة من قبل ذات العائلة لأكثر من 250 سنة. كما لم يكن حراسها يعرضونها إلا تقليدياً عند تنصيب حكام أفغانستان، على الرغم أنها كانت في أوقات الأزمات الكبرى مثل الكوارث الطبيعية تُعرض علانيةً لتكون وسيلةً لبث الاطمئنان.

## العباءة
لقد أعطيت العباءة للأمير أحمد شاه الدراني، والذي يُعتبر مؤسس أفغانستان الحديثة، من قبل الأمير محمد مراد بك أمير بخارى، والتي تقع اليوم في أوزباكستان، وذلك عام 1768 لأجل ترسيخ معاهدةٍ بين القائدين. تنصّ رواية متعاقبة على أن أحمد شاه لمّا سافر إلى بخارى، رأى العباءة؛ فقرر أن يأخذها معه إلى قندهار. وقد سأل إذا كان بمقدوره «استعارة» العباءة من حُماتها، وقد أجابوه، وهم قلقون من أنه قد يحاول نقلها من المدينة، أنه لا يمكن أن تُأخذ العباءة من المدينة. يُقال أن أحمد شاه أشار للوحة تذكارية ثقيلة من الحجر مغروسة في الأرض قائلاً أنه لا يُريد أن يأخذ العباءة بعيداً عن الحجر، فسُرَّ الحماةُ بجوابه ليناولوه العباءة. أخذ أحمد شاه العباءة، وقد أمر بذاك اللوح الحجري أن ينزع ليحمله مع العباءة إلى قندهار؛ حيث يقف ذلك الحجر الآن جوار مزاره.
شوهدت العباءة علناً لآخر مرة عام 1996، وذلك عندما نقلها الملا محمد عمر، قائد حركة طالبان المُتوقع له النجاح آنذاك، ولبسها بينما كان يقف في أعلى بناية أمام حشد كبير من أتباعه. وقد اعتُبر ذلك الفعل الرمزي عموماً نقطةً مفتاحية في صعود طالبان والملا عمر نفسه؛ حيث ربط نفسه ذهنياً بالنبي محمد ﷺ وأحمد شاه الدراني. عندما ارتدا الملا عمر العباءة بدأ الحشد بالهتاف بعبارة "أمير المؤمنين"، وهو ذات اللقب الذي لا يزال أيمن الظواهري يستخدمه بين الفينة والأخرى للإشارة إلى الملا عمر في خطاباته المُذاعة. وحيد مزدهى، وهو محلل أفغاني وكان أحد أبرز المسؤولين في وزارة خارجية أفغانستان زمن حكم طالبان، يشكك في ارتداء الملا عمر للعباءة، ويقول: "مما أعرف، ومن مصادر مقربة من عمر، ومن محادثة مع القيم على المزار، (حيث العباءة) فإن عمر لم يرتدي العباءة. وعلى الرغم من شكوك وحيد هذه، فقد نُشر في صحيفة نيويورك تايمز شتاء 2001 أنّ القيم الحالي للمزار "قاري شاولي" قد ادعى أنه لم يسمح فقط للملا عمر أن يرى العباءة، ذلك أنها استعيرت ونقلت من المزار من قبل الملا عمر في خريف 1996. وقد كانت هذه المرة الثالثة في حياته التي يحاول فيها رجل أن ينظر للعباءة، هذا فضلاً عن ارتدائها.